# Rani jaglac
Rani jaglac (obični jaglac, jastučasti jaglac, velecvijetni jaglac, mnogocvjetni jaglac, jagorčevina, proljetni jaglac lat. Primula vulgaris, sin. Primula acaulis) biljna je vrsta iz roda Primula, porodica jaglačevke (Primulaceae). Raširena je u Zapadnoj i Južnoj Europi (od Farskih otoka i Norveške na sjeveru do Portugala na jugu, te Njemačke, Ukrajine, poluotoka Krima, Balkanskog poluotoka na istoku), kao i na području sjeverozapadne Afrike (Alžira) te jugozapadne Azije (od Turske do Irana na istoku). Obično je nazivaju jaglac, jagorčevina ili primrose (na engleskom jeziku), kao i obični jaglac ili engleski jaglac, da bi je razlikovali od drugih vrsta iz roda Primula koje se također nazivaju jaglac.

## Opis
To je zeljasta trajnica, niskog rasta. Naraste od 10–30 cm u visinu, s baznom rozetom listova, što je čini pogodnom za ukrašavanje kućnih i poslovnih prostorija. Listovi su dugi 5–25 cm i 2–6 cm široki s neregularno nazubljenim rubom i obično veoma kratkim lisnom drškom. Cvjetovi su 2–4 cm u promjeru, pojedinačni na duguljastoj peteljci, svijetlo žuti, bijeli, rijetko crveni ili ružičasti. Cvjetovi su aktinomorfni, odnosno radijalno simetrični s gornjim ovarijem koji kasnije formira kapsulu koja se otvara preko zalistaka. Nakon cvjetanja, iz zrele kapsule ispada maleno crno sjeme. Cvjetovi su hermafroditni ali su heterogeni; pojedine biljke nose ili muške ili ženske cvjetove. Oplodnja se može odvijati isključivo između različitih cvjetova, tako da polenizacija s muškog na muški odnosno sa ženskog na ženski cvijet nije učinkovita.
Cvjeta u rano proljeće i jedna je od biljki koje najranije cvjetaju u Europi. Engleski naziv za jaglac, Primrose, potiče od starofrancuskog primerose ili srednjovjekovnog latinskog jezika prima rosa, u značenju prva ruža. U određenim okolnostima, cvjetovi jaglaca mogu potpuno obojiti zaklonite proplanke i livade pored šuma.
U blizini naseljenih mjesta, jaglac često bude meta prekomjernog branja i sakupljanja tako da se danas može naći veoma malo prirodnih staništa jaglaca koja nisu ugrožena od čovjeka. U svrhu njene zaštite, u mnogim europskim zemljama doneseni su zakoni kojima se zabranjuje branje i sakupljanje jaglaca. U prošlosti, divlji je jaglac bio čest prizor u engleskim vrtovima u viktorijansko doba. Međutim, danas se jaglac uzgaja u vidu brojnih pripitomljenih podvrsta:
- Primula vulgaris podvrsta vulgaris; Zapadna i Južna Europa. Ima svijetlo žute cvjetove.
- Primula vulgaris podvrsta balearica (Willk.) W.W.Sm. & Forrest. Balearski otoci. Endemska podvrsta, cvjetovi bijeli. Cvjetna drška duža do dužine lista.
- Primula vulgaris podvrsta sibthorpii (Hoffmanns.) W.W.Sm. & Forrest. Balkan, Jugozapadna Azija. Cvjetovi ružičasti ili crveni.

Razlikuje se od drugih vrsta Primule po svojim svijetlo žutim (u navedenim podvrstama) cvjetovima koji rastu pojedinačno na dugačkim stabljikama koje su prekrivene dlačicama. Cvjetovi se češće otvaraju ravno nego konkavno, kao što je slučaj kod vrste Primula veris.

## Kultivacija i korist
Nekoliko kultivara odabrane su za uzgajanje u vrtu, često od podvrste sibthorpii ili hibrida između podvrsta; ovi i ostali vrtni hibridi dostupni su u širokom rasponu boja i s dužim vremenom cvjetanja. Ružičasti i crveni jaglaci koji rastu u prirodnim uslovima Zapadne Europe obično su naturalizirani iz vrtova, iako je oblik s ružičastim cvjetovima prijavljen kao lokalna divlja biljka u Walesu.
I cvjetovi i listovi jestivi su, okus je u rasponu između blage i gorke zelene salate. Listovi se također mogu koristiti za čaj, a od mladih cvjetova može se pripremiti vino od jaglaca.

### U kulturi
Jaglac je bio omiljeni cvijet Benjamina Disraelija, i Primrose League (Liga jaglaca) dobila je ime u čast ovoga.

## Vanjske poveznice

### Ostali projekti
|  | Zajednički poslužitelj ima stranicu o temi Jaglac |
|  | Wikivrste imaju podatke o taksonu Jaglac          |